# Châteauneuf (Vendée)
Châteauneuf ist eine französische Gemeinde mit 1.144 Einwohnern (Stand: 1. Januar 2022) im Département Vendée in der Region Pays de la Loire. Sie gehört zum Arrondissement Les Sables-d’Olonne und zum Kanton Challans. Die Einwohner werden Castelneuviens genannt.

## Geographie
Châteauneuf liegt im Nordwesten des Départements, etwa zwölf Kilometer landeinwärts von der Atlantikküste entfernt. Umgeben wird Châteauneuf von den Nachbargemeinden Saint-Gervais im Norden und Westen, Bois-de-Céné im Norden und Osten, La Garnache im Südosten sowie Sallertaine im Süden und Südwesten.

## Bevölkerungsentwicklung
| 1962                      | 1968 | 1975 | 1982 | 1990 | 1999 | 2006 | 2012 |
| ------------------------- | ---- | ---- | ---- | ---- | ---- | ---- | ---- |
| 546                       | 499  | 478  | 452  | 520  | 527  | 732  | 943  |
| Quelle: Cassini und INSEE |      |      |      |      |      |      |      |

## Sehenswürdigkeiten
Siehe auch: Liste der Monuments historiques in Châteauneuf (Vendée)
- Kirche Mariä Himmelfahrt (Église Notre-Dame-de-l’Assomption)
- Mühle, Monument historique seit 1982
- Wallburg (Motte) mit den Resten der alten Burg, Monument historique seit 1988

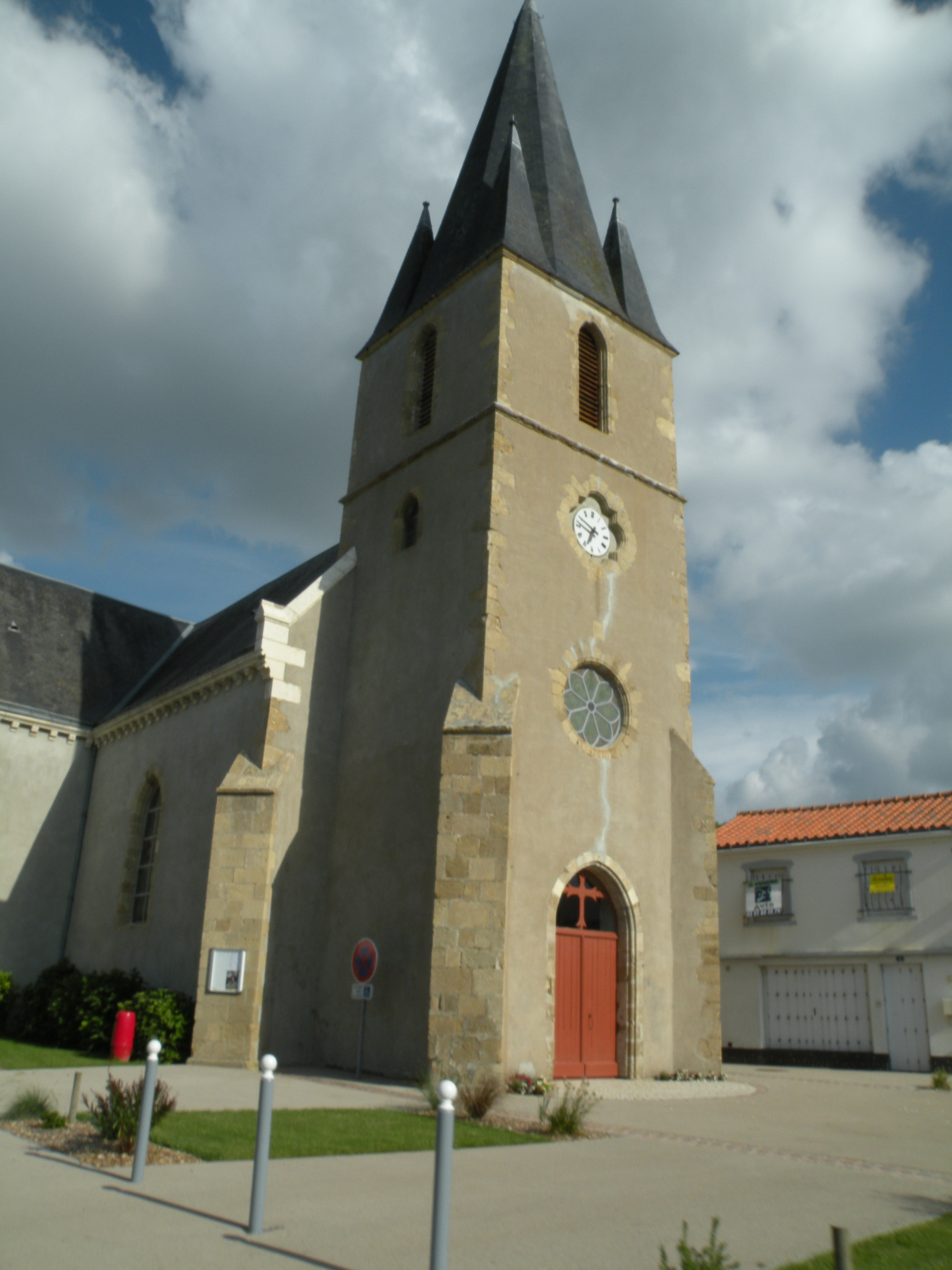
Kirche Mariä Himmelfahrt
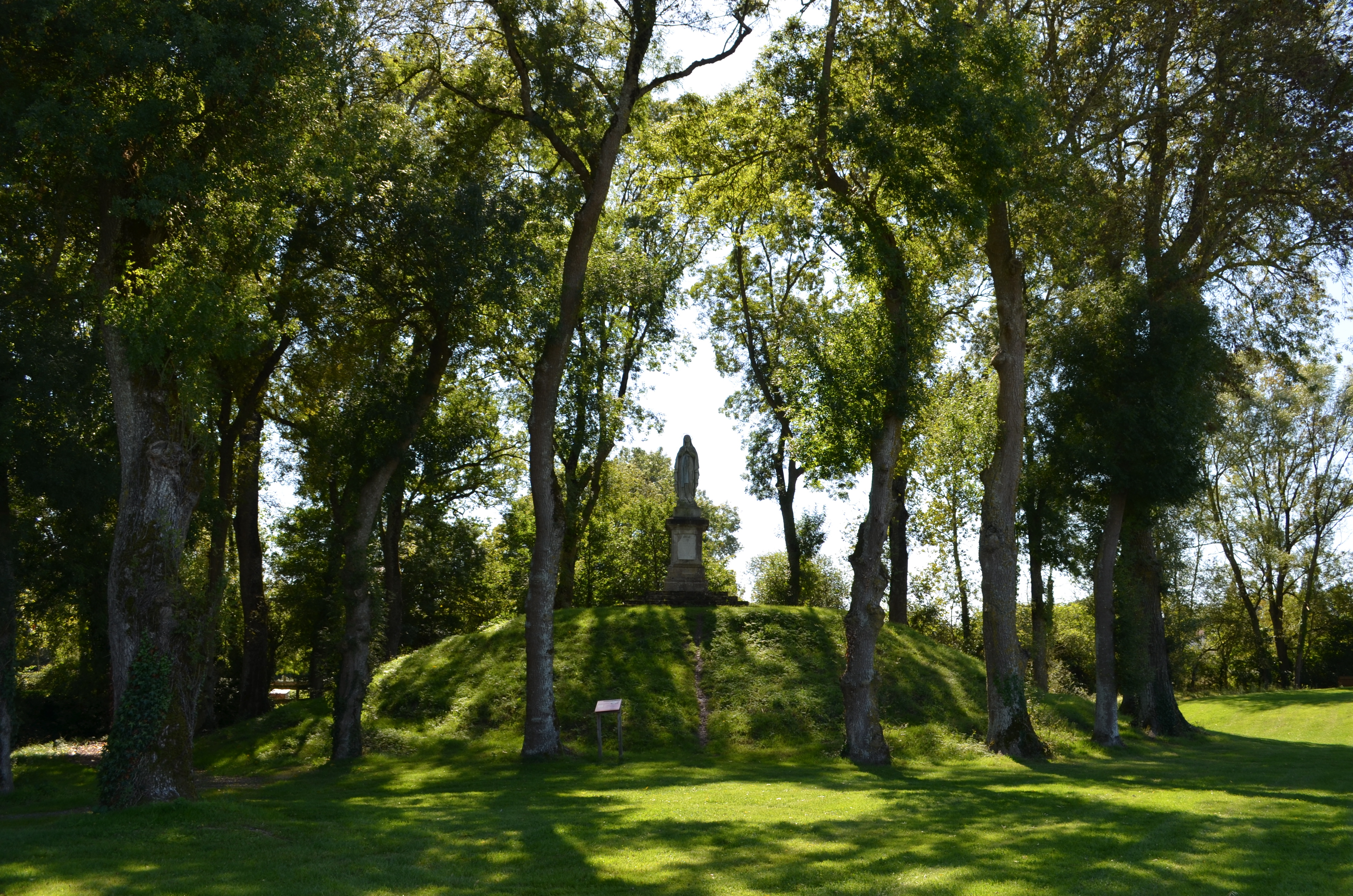
Wallburg
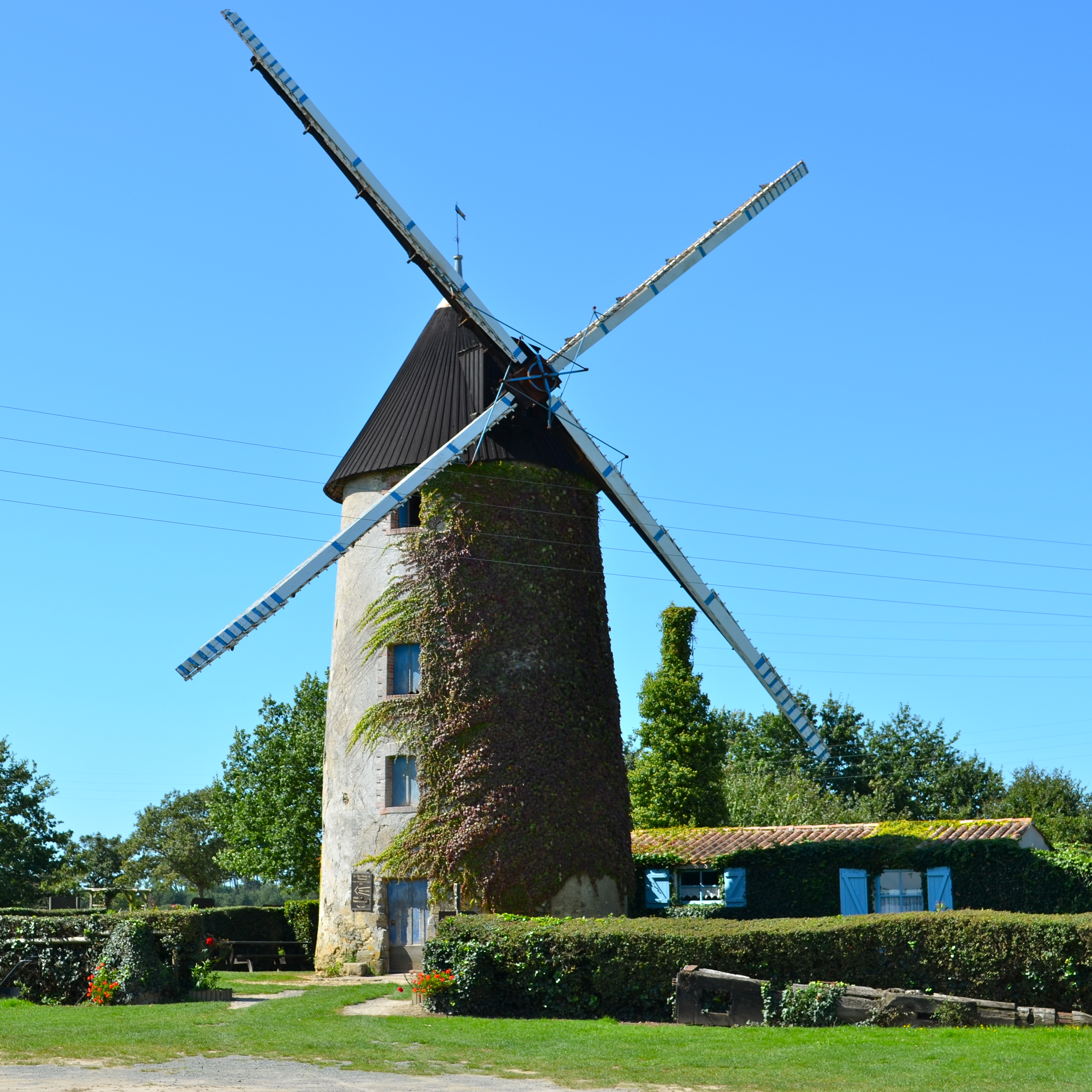
Windmühle